# Agrotis stabilita
Agrotis stabilita är en fjärilsart som beskrevs av Corti 1928. Agrotis stabilita ingår i släktet Agrotis och familjen nattflyn. Inga underarter finns listade i Catalogue of Life.